# 徳島早苗
徳島 早苗（とくしま さなえ、5月24日 - ）は、日本の漫画家。長崎県大村市（出生地は佐賀県佐賀市。）出身。長崎県内の県立高校・早稲田大学教育学部国語国文学科卒業。

## 略歴
- 幼稚園途中までは佐賀にいたとのこと。
- 1998年 - 第43回小学館新人コミック大賞・佳作受賞[1]。
- 漫画家・とだ勝之の所でアシスタント経験あり。
- こうの史代ともアシスタント仲間であった。

## 人物
- 趣味はプロ野球・高校野球観戦である[1]。一応東京ヤクルトスワローズファン。2006年8月に八重山商工野球部の大嶺祐太・金城長靖の似顔絵を自らのブログにアップしているが、そのイラストが石垣島の八重山商工応援の際使用された。
- 大学時代は早稲田大学漫画研究会に所属していたが、卒業後は高い交際費を払いきれず脱落してしまったとのことである[1]。
- 近年は登録制のアルバイトをしている[1]。

## 活動歴
- 1996年、『まんがパロ野球ニュース』（竹書房）に4コマ漫画『スーパーダイエー帝国』を発表。
- 『熱血!どリトル先生』（『別冊コロコロコミック』、小学館）
- 『超能力少年R』（『別冊コロコロコミック』、小学館）
- 2007年、『禁断のグリム童話スキャンダル』Vol.11（竹書房）に『八天岳の天狗様』を発表。舞台は江戸時代の肥前諫早地方で、登場人物が長崎弁を話す作品である（本人によると諫早地方の民話「稲妻大蔵」をモチーフにしたとのこと）。
- 2007から8年ごろにかけて『ご近所スキャンダル』（竹書房）に『私が守る!』『よ・そ・も・の』『セレブ・ゲーム』等の読み切り作品を発表。
- 2008年より『八天岳の天狗様』電子書籍化（2013年12月に電子書籍で再版決定）。
- 2009年『淫姫 性技の極みを貪り求める姫君たち』（竹書房）に『八天岳の天狗様』が収録される。